# مانده‌گاه
مانده‌گاه (به لاتین: Monidigah) یک منطقهٔ مسکونی در جمهوری آذربایجان است که در شهرستان لریک واقع شده‌است.

## جمعیت
مانده‌گاه ۱٬۱۸۳ نفر جمعیت دارد.

## ریشه واژه
مون یا مُن در زبان تالشی به‌معنی میان، دی به‌معنی روستا یا ده و گاه پسوند مکان است و مونیدیگاه یا مانده‌گاه یعنی روستایی که در وسط و میانه قرار گرفته است.